# HD56963
HD56963 — хімічно пекулярна зоря спектрального класу A7, що має видиму зоряну величину в смузі V приблизно  5,7.
Вона  розташована на відстані близько 112,5 світлових років від Сонця.

## Фізичні характеристики
Зоря HD56963 обертається 
досить швидко 
навколо своєї осі. Проєкція її екваторіальної швидкості на промінь зору становить  Vsin(i)= 94км/сек.